# 杜崱
杜崱（？—553年），京兆杜陵人，南北朝南梁官員。
杜崱家世從北邊歸南，定居雍州襄陽，祖父杜靈啓是南齊給事中，父親杜懷寶則是南梁的驍猛將軍、梁州刺史。他少年有志氣，在家鄉以勇敢聞名，最初釋褐廬江驃騎府中兵參軍。蕭繹到荊州，他加入幕府，後擔任新興太守。太清二年（548年），他跟隨岳陽王蕭詧侵犯荊州，蕭繹與他有交情，秘密邀請他歸順。杜崱與兄長杜岸、弟弟杜幼安、侄子杜龕連夜等夜歸順，蕭繹任命他為持節、信威將軍、武州刺史，不久遷官宣毅將軍，領鎮蠻護軍、武陵內史，封枝江縣侯，食邑一千戶。蕭繹下令他伴隨王僧辯東討侯景，在巴陵遇上侯景攻打，但數十日攻不下而逃遁，杜崱因此獲加侍中、左衛將軍，進爵為枝江縣公，增食邑五百戶，仍然隨著僧辯追擊侯景到石頭城，兩軍於橫嶺爭持。戰事開始，侯景親自帶領精兵作戰；杜崱從嶺後橫截，令侯景大敗，東奔晉陵，杜崱佔據石頭城。先前侯景立萧栋为帝，后废黜，囚禁萧栋兄弟三人于密室。这时萧栋兄弟逃出，遇到杜崱，杜崱为他们去除镣铐。侯景平定後，加散騎常侍、持節、都督江州諸軍事、江州刺史，增加食邑千戶。
同月，北齊將領郭元建在秦郡攻打秦州刺史嚴超遠，王僧辯下令杜崱支援，而陳霸先亦從歐陽會合，和郭元建在士林作戰。陳霸先令弓箭手射箭，郭元建部下後退，杜崱就因驅使士兵攻擊，大破北齊軍隊，斬首級萬多人，生擒千餘人，郭元建聚集餘眾逃走。當時蕭繹於江陵抓獲王琳，王琳的長史陸納等人在長沙反叛，蕭繹徵任他與王僧辯共同討伐。承聖二年（553年），他和陸納在車輪交戰，大勝陸納軍隊，取得兩個城池，陸納等人避走保住長沙，杜崱就圍攻當地。之後陸納投降，杜崱又和王僧辯於硤口西征武陵王蕭紀，平定並鎮守當地，於是回本镇，遇病去世。朝廷追贈車騎將軍，加鼓吹一部，諡武。

## 引用
1. 1 2  《梁書·卷四十六·列傳第四十》：杜崱，京兆杜陵人也。其先自北歸南，居於雍州之襄陽，子孫因家焉。祖靈啓，齊給事中。父懷寶……官至驍猛將軍、梁州刺史。……崱卽懷寶第七子也。幼有志氣，居鄉里以膽勇稱。釋褐廬江驃騎府中兵參軍。世祖臨荊州，仍參幕府，後爲新興太守。
2. 1 2  《南史·卷六十四·列傳第五十四》：杜崱，京兆杜陵人也。其先自北歸南，居於雍州之襄陽，子孫因家焉，父懷寶……嶷位西荊州刺史……崱，嶷弟也。幼有志氣，居鄉里以膽勇稱，後為新興太守。
3. ↑  《梁書·卷四十六·列傳第四十》：太清二年，隨岳陽王來襲荊州，世祖以與之有舊，密邀之。崱乃與兄岸、弟幼安、兄子龕等夜歸于世祖，世祖以爲持節、信威將軍、武州刺史。俄遷宣毅將軍，領鎮蠻護軍、武陵內史，枝江縣侯，邑千戶。令隨王僧辯東討侯景。至巴陵，會景來攻，數十日不剋而遁。加侍中、左衛將軍，進爵爲公，增邑五百戶。仍隨僧辯追景至石頭，與賊相持橫嶺。及戰，景親率精銳，左右衝突，崱從嶺後橫截之，景乃大敗，東奔晉陵，崱入據城。景平，加散騎常侍、持節、督江州諸軍事、江州刺史，增邑千戶。
4. ↑  《南史·卷六十四·列傳第五十四》：太清三年，隨岳陽王來襲荊州，元帝與崱兄岸有舊，密書邀之。崱乃與岸、弟幼安、兄子龕等夜歸元帝，以為武州刺史，封枝江縣侯，令隨領軍王僧辯東討侯景。至巴陵，景遁。加侍中，進爵為公，仍隨僧辯追景至石頭。景敗，崱入據台城。景平，加散騎常侍、江州刺史。
5. ↑  《梁書·卷四十六·列傳第四十》：是月，齊將郭元建攻秦州刺史嚴超遠於秦郡，王僧辯令崱赴援。陳霸先亦自歐陽來會，與元建大戰于士林，霸先令強弩射，元建衆卻。崱因縱兵擊，大破之，斬首萬餘級，生擒千餘人，元建收餘衆而遁。時世祖執王琳於江陵，其長史陸納等遂于長沙反，世祖徵崱與王僧辯討之。承聖二年，及納等戰於車輪，大敗，陷其二壘，納等走保長沙，崱等圍之。後納等降，崱又與王僧辯西討武陵王於硤口，至卽破平之。於是旋鎮，遘疾卒。詔曰：「崱，京兆舊姓，元凱苗裔。家傳學業，世載忠貞。自驅傳江渚，政號廉能。推轂淺原，實聞清靜。奄致殞喪，惻愴于懷。可贈車騎將軍，加鼓吹一部。諡曰武。」
6. ↑  《南史·卷六十四·列傳第五十四》：是月，齊將郭元建攻秦州刺史嚴超達于秦郡，王僧辯令崱赴援，陳武帝亦自歐陽來會。元建眾卻，崱因縱兵大破之，元建遁。時元帝執王琳於江陵，琳長史陸納等於長沙反。元帝征崱與王僧辯討之。及納等戰於車輪，大敗之。後納等降，崱又與王僧辯西討平武陵王於硤口。旋鎮遘疾卒，諡曰武。

## 延伸阅读
[在维基数据编辑]
 《梁書/卷46》，出自姚思廉《梁書》
 《南史·卷64》，出自李延壽《南史》